# Руслан Пономарьов
Руслан Пономарьов е украински гросмайстор, 16-и световен шампион по шахмат (версия ФИДЕ) от 2002 до 2004 г.

## Биография
Пономарьов започва да играе шахмат, когато е 7-годишен. През 1994 г. става шампион на Украйна по шахмат за деца до 12 години, а през 1995 г. и европейски шампион до 12 г. През 1996 г. печели европейското първенство за младежи до 18 г., а през 1997 г. и световното първенство за младежи до 18 г.
През 1998 г. получава званието гросмайстор и печели третото място с отбора на Украйна на XXIII Шахматна олимпиада в Елиста, Русия. През 2000 г. отборът на Украйна отново печели третото място на XXIV Шахматна Олимпиада в Истанбул, Турция. През 2001 г. става европейски вицешампион. През 2002 г. става световен шампион, печелейки финалния мач срещу Василий Иванчук с 4.5:2.5. През 2004 г. печели XXXVI Шахматна Олимпиада със състава на Украйна, но отказва да участва в следващото световно първенство по шахмат поради неразбирателство със световната шахматна федерация (ФИДЕ) и не защитава титлата си.

## Цитати
- Шахматният свят включва не само професионалните гросмайстори, но и тези, които са в парка.[2]